# Brachymeria koehleri
Brachymeria koehleri is een vliesvleugelig insect uit de familie bronswespen (Chalcididae). De wetenschappelijke naam is voor het eerst geldig gepubliceerd in 1935 door Blanchard.